# Need for Speed: Underground
Need for Speed: Undergound (ook bekend onder de naam NFSU) is een computerspel dat werd ontwikkeld door EA Black Box en werd uitgegeven door EA Games. Het spel is een racespel en het zevende spel uit de serie Need for Speed. Het kwam in 2003 uit voor verschillende spelcomputers: PlayStation 2, Xbox, Gamecube, Gameboy Advance en PC.

## Modi
- Go Underground is de carrière-modus van het spel. Hierin moet de speler races voltooien om zo door het verhaal te spelen en nieuwe auto's, verbeteringen, stickers en andere extra's te ontgrendelen.
- Direct Racen, hier kunnen vaardigheden getest worden, parcoursen moeten in de carrière-modus vrijgespeeld worden.

## Evenementen
- Circuit: de speler rijdt simpelweg een aantal ronden.
- Sprint: geen ronden, de speler rijdt van punt A naar punt B.
- Knock-out per ronde: een circuit van 3 ronden, maar na elke ronde valt de laatste af.
- Drag: korte sprint waarin de speler zelf moet schakelen en waarbij sturen automatisch gaat (wel kan men van baanvak wisselen).
- Drift: in dit evenement moet zo veel mogelijk gedrift worden.
- Time Trial: Race tegen de klok, als je wint krijg je een beloning.
- Toernooi: Voltooi drie races, aan het einde van elke race krijgt men punten, aan het eind van het Toernooi is de winnaar diegene die de meeste punten heeft.

## Verhaal
Een onbekende racer arriveert in de fictieve stad Olympic City en droomt van een race die hij wint. Opeens maakt een jonge meid, Samantha genaamd, je wakker en stelt je voor aan Eddie en Mellisa (Eddies vriendin), de kampioen van Olympic City, en vertelt hoe het straatracen in Olympic City gaat en de speler gaat zo zijn weg door de straatracescène van de stad en maakt elke tegenstander onderweg in.
De speler ontmoet ook TJ, die de speler voorziet van extra upgrades voor zijn auto. Hiervoor hoeft de speler alleen zijn Time Trials te halen. Samantha doet dit ook van tijd tot tijd maar geeft je visuele upgrades.
Eddie is echter niet erg enthousiast en daagt je uit om tegen Samantha te racen. Samantha wordt boos op de speler en rijdt aan het eind haar auto in de prak.
Later blijkt dat TJ haar auto heeft ingepikt en bekalkt met eigen stickers erbovenop. De speler verslaat TJ en geeft Samantha haar auto terug. In ruil daarvoor krijgt men een speciale visuele upgrade.
Daarna verslaat de speler de top tien van alle type evenementen, voordat hij het tegen Eddie op mag nemen.
Uiteindelijk verslaat de speler Eddie en zijn Nissan Skyline. Echter komt er een zwarte Nissan 350Z voor een laatste race van 4 ronden op het Market Street-circuit. De bestuurder van de Nissan 350Z blijkt na de race niemand minder te zijn dan Mellisa en de speler mag zichzelf de beste straatracer van Olympic City noemen.

## Wagens
De speler kan in het spel kiezen uit 19 wagens: 
| Honda Integra Type R   | Mitsubishi Lancer ES      |
| Acura RSX              | Nissan 350Z               |
| Dodge Neon             | Nissan Sentra SE-R Spec-V |
| Ford Focus ZX3         | Nissan Skyline GT-R R34   |
| Honda Civic Si Coupe   | Peugeot 206 S16           |
| Honda S2000            | Subaru Impreza 2.5 RS     |
| Hyundai Tiburon GT     | Toyota Celica             |
| Mazda Miata MX-5       | Toyota Supra              |
| Mazda RX-7             | Volkswagen Golf GTI       |
| Mitsubishi Eclipse GSX |                           |

## Platforms
| Platform         | Jaar |
| ---------------- | ---- |
| Game Boy Advance | 2003 |
| GameCube         | 2003 |
| PlayStation 2    | 2003 |
| Windows          | 2003 |
| Xbox             | 2003 |

## Ontvangst
Wereldwijd werden er 15 miljoen exemplaren van dit spel verkocht.
| Beoordeeld door        | Jaar | Platform         | Score |
| ---------------------- | ---- | ---------------- | ----- |
| Fragland.net           | 2004 | PlayStation 2    | 90%   |
| Game Informer Magazine | 2003 | GameCube         | 90%   |
| 1UP                    | 2004 | GameCube         | 90%   |
| Gaming Target          | 2004 | PlayStation 2    | 81%   |
| GameSpot               | 2003 | PlayStation 2    | 80%   |
| 2404.org PC Gaming     | 2004 | Windows          | 80%   |
| G4 TV: X-Play          | 2006 | PlayStation 2    | 80%   |
| IGN                    | 2004 | Game Boy Advance | 79%   |
| GameSpot               | 2004 | Game Boy Advance | 77%   |
| Game Freaks 365        | 2004 | Game Boy Advance | 77%   |
| N-Zone                 | 2004 | Game Boy Advance | 76%   |
| Joystick (French)      | 2003 | Windows          | 70%   |
| Jeuxvideo.com          | 2003 | Windows          | 70%   |
| JeuxActu               | 2003 | PlayStation 2    | 70%   |
| Jeuxvideo.com          | 2004 | Game Boy Advance | 55%   |
| Super Play             | 2004 | Game Boy Advance | 30%   |

The Need for Speed · II · III: Hot Pursuit · Road Challenge · Porsche 2000 · Hot Pursuit 2 · Underground · Underground 2 · Underground Rivals · Most Wanted (2005) · Carbon · Pro Street · Undercover · Nitro · Shift · World · Hot Pursuit (2010) · Shift 2: Unleashed · The Run · Most Wanted (2012) · Rivals · Need for Speed · Payback · Heat · Unbound